# Krynn

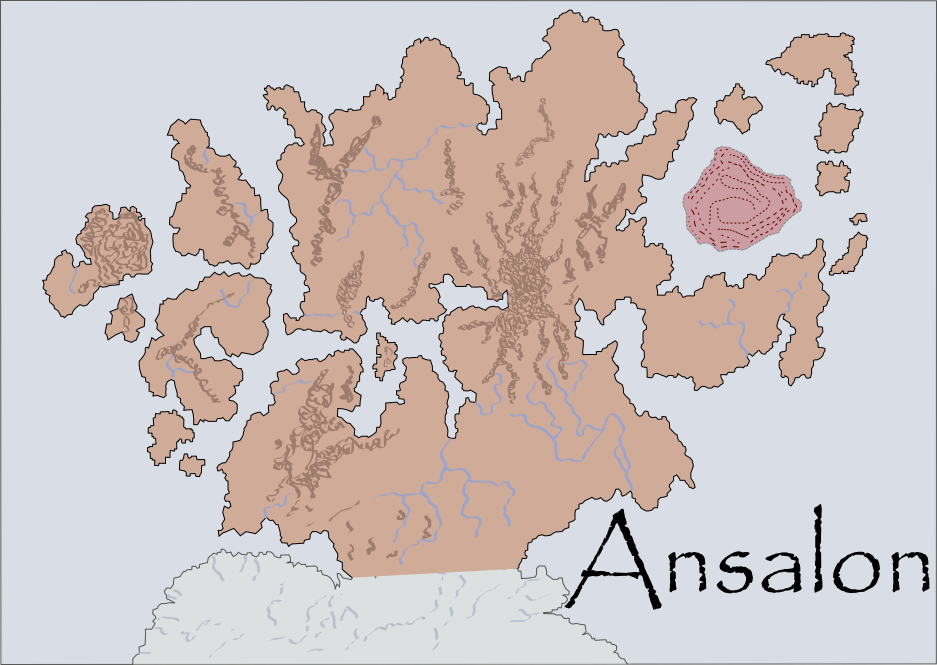
Continente de Ansalon post-cataclismo

Dentro de la saga de fantasía épica Dragonlance, Krynn es un mundo en el que se localizan dos continentes principales, Ansalon en el hemisferio meridional, que es donde transcurre toda la historia que narran las diferentes novelas; y el poco conocido continente de Taladas, situado al noreste de Ansalon, en el hemisferio norte. Una cadena de islas (la Espina de Taladas) se localiza entre ambos continentes, dispuesta en dirección noreste-sureste; las islas separan el Océano Túrbido, al noroeste, del Océano Courrain, al sureste. 
Krynn posee la particularidad de tener tres satélites: Solinari, la luna blanca; Lunitari, la luna roja; y Nuitari, la luna negra. Durante las tres décadas comprendidas entre el segundo Cataclismo y la Guerra de las Almas, una sola luna blanca pálida fue el único satélite de Krynn.

## Panteón de deidades

### Deidades del bien
- Paladine
- Mishakal
- Kirith Jolith
- Majere
- Habbakuk
- Branchala
- Solinari

### Deidades de la neutralidad
- Gilean
- Sirrion
- Reorx
- Chislev
- Zivilyn
- Shinare
- Lunitari

### Deidades del mal
- Takhisis
- Sargonnas
- Morgion
- Chemosh
- Zeboim
- Hiddukel
- Nuitari